# Список округов Швейцарии
Список округов Швейцарии — перечень административно-территориальных единиц (округов) Швейцарской конфедерации.
В отличие от унитарных государств в федеральной Швейцарии каждый кантон имеет свою внутреннюю организацию. Поэтому есть множество структур и названий для промежуточных уровней между кантоном и коммуной. Часто используется термин округ (Bezirk), в некоторых кантонах — Амт (Amt) — управление.

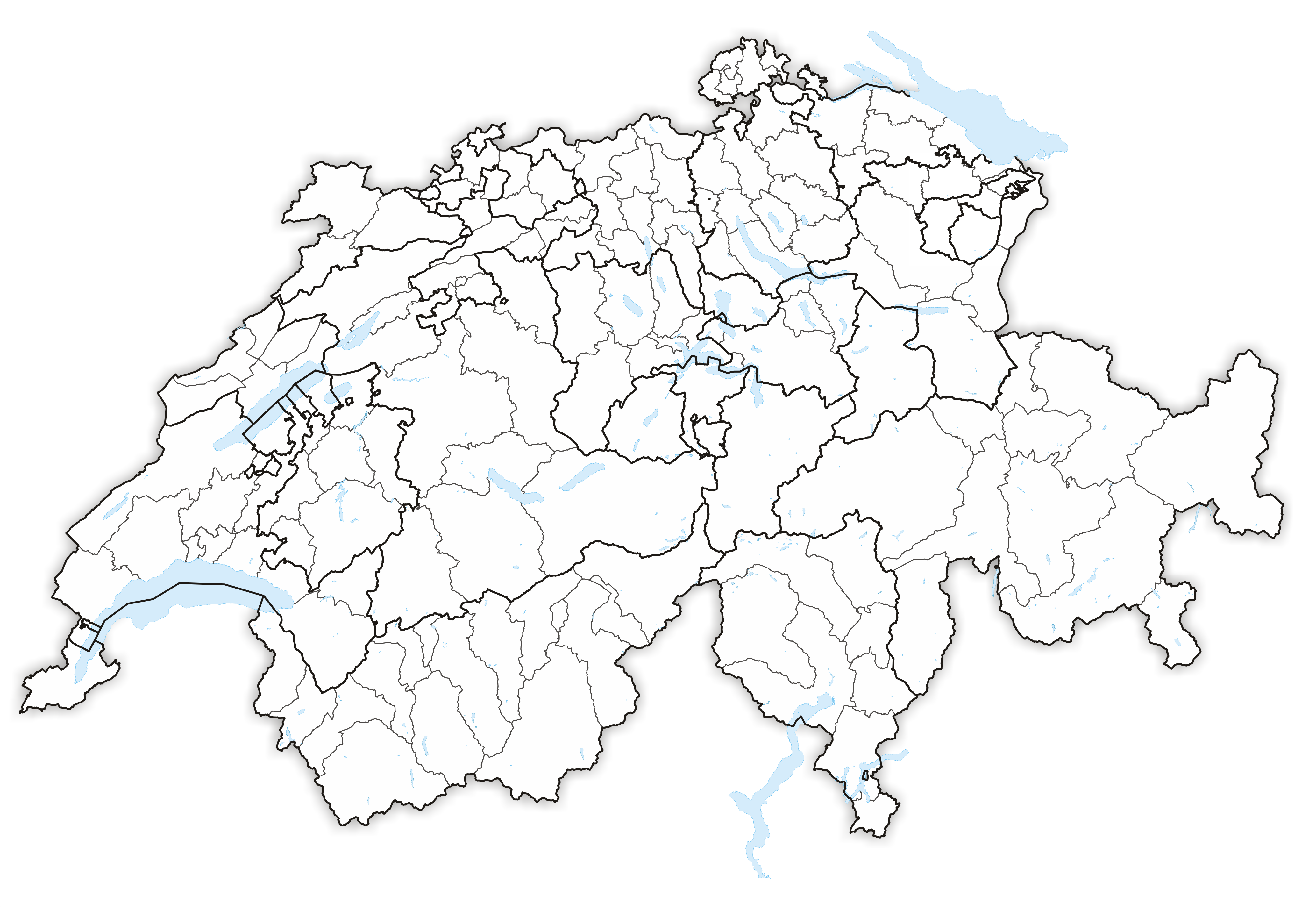
округа Швейцарии (2013 год)

| Кантон                | Административная единица | количество |
| --------------------- | ------------------------ | ---------- |
| Цюрих                 | округа                   | 12         |
| Берн                  | амтские округа           | 26         |
| Люцерн                | амты                     | 5          |
| Ури                   | -                        | -          |
| Швиц                  | округа                   | 6          |
| Обвальден             | -                        | -          |
| Нидвальден            |                          | -          |
| Гларус                | -                        | -          |
| Цуг                   | -                        | -          |
| Фрибур                | округа                   | 7          |
| Золотурн              | округа амты              | 10 5       |
| Базель-Штадт          | -                        | -          |
| Базель-Ланд           | округа                   | 5          |
| Шаффхаузен            | -                        | -          |
| Аппенцелль-Аусерроден | -                        | -          |
| Аппенцелль-Иннерроден | округа                   | 6          |
| Санкт-Галлен          | выборные районы          | 8          |
| Граубюнден            | округа районы            | 11 39      |
| Аргау                 | округа                   | 11         |
| Тургау                | округа                   | 8          |
| Тичино                | округа районы            | 8 38       |
| Во                    | округа                   | 19         |
| Вале                  | округа                   | 14         |
| Невшатель             | дистрикты                | 6          |
| Женева                | -                        | -          |
| Юра                   | дистрикты                | 3          |

## Отказ от округов, уменьшение их числа
11 из 26 кантонов отказались от округов:
Уже долгое время назад 8 кантонов Ури, Обвальден, Нидвальден, Гларус, Цуг, Аппенцелль-Иннерроден, Базель-Штадт и Женева ликвидировали свои округа.
Кантон Аппенцелль-Аусерроден в 1995 году ликвидировал свои 3 округа.
Кантон Шаффхаузен с середины 1999 года не имеет округов. В кантоне Санкт-Галлен в начале 2003 года были упразднены округа и на их месте созданы 8 избирательных округов, но те не имеют административной функции.
В других кантонах ликвидация или уменьшение числа округов обсуждается или уже принято:
- В кантоне Швиц в мае 2006 года обсуждалась ликвидация округов. Но так называемая «реформа Г» (G-Reform) не была принята, потому что народ высказался против.
- В кантоне Берн народ на референдуме 2006 года высказался за замену 26 амтских округов пятью управленческими регионами (Verwaltungsregionen), которые разделяются на 10 управленческих районов (Verwaltungskreise).
- Согласно новой конституции 2007 года в кантоне Люцерн округа (амты) будут ликвидированы.
- В кантоне Во решили уменьшить число округов с 19 на 10.
- В кантоне Вале в рамках новой конституции предусмотрено уменьшение числа округов.

## Список округов Швейцарии по кантонам
(последовательность кантонов по конституции)

### Кантон Цюрих
Кантон Цюрих разделяется на 12 округов:

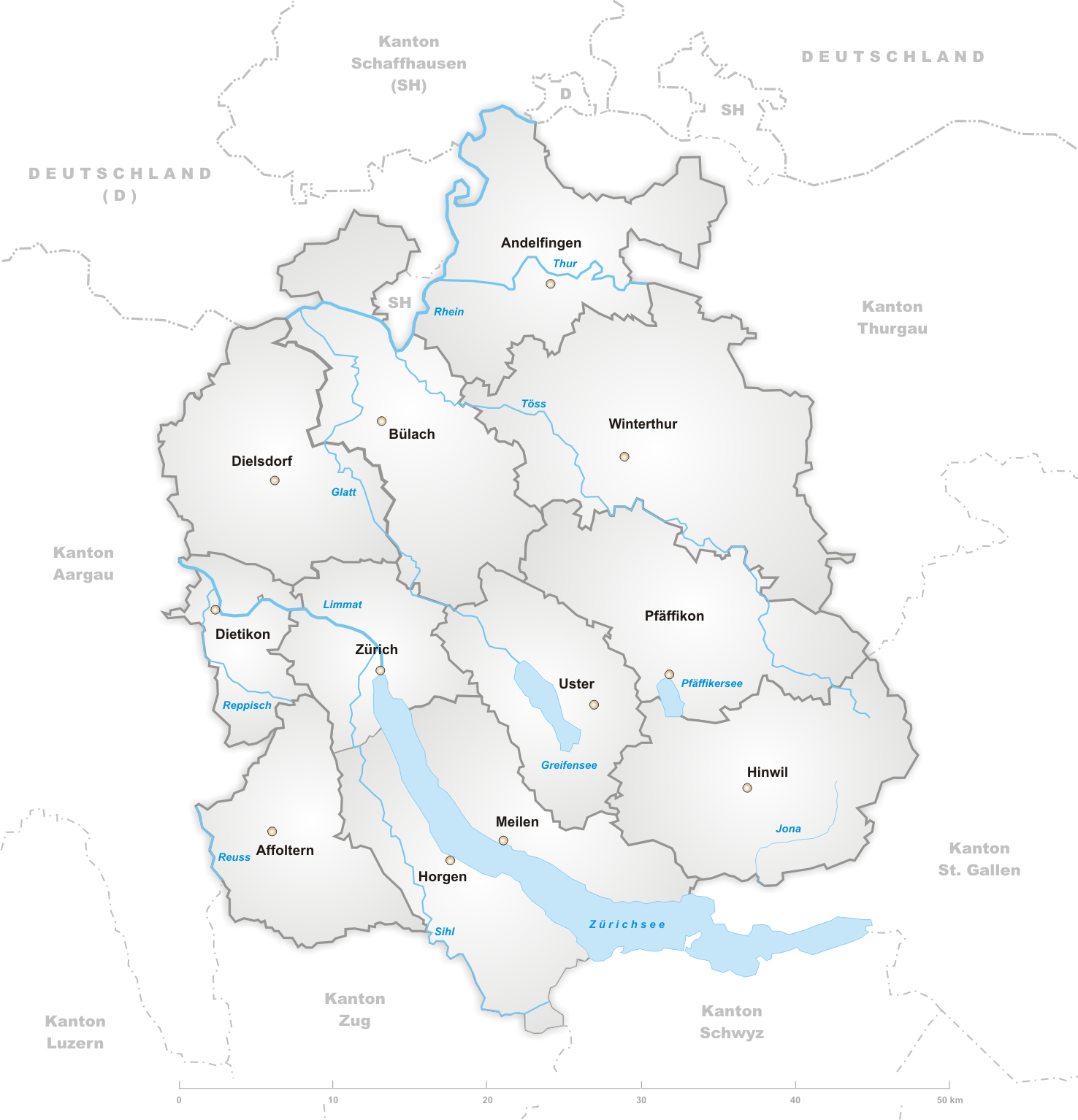
Округа кантона Цюрих

| Округ        | Население (декабрь 2005) | Площадь км² | Столица               | Число коммун |
| ------------ | ------------------------ | ----------- | --------------------- | ------------ |
| Аффольтерн   | 43 926                   | 113,01      | Аффольтерн-на-Альбисе | 14           |
| Андельфинген | 27 756                   | 166,64      | Андельфинген          | 24           |
| Бюлах        | 117 845                  | 185,19      | Бюлах                 | 22           |
| Дильсдорф    | 72 768                   | 152,73      | Дильсдорф             | 22           |
| Дитикон      | 74 415                   | 60,06       | Дитикон               | 11           |
| Хинвиль      | 80 565                   | 179,53      | Хинвиль               | 11           |
| Хорген       | 108 727                  | 104,16      | Хорген                | 12           |
| Майлен       | 91 203                   | 84,64       | Майлен                | 11           |
| Пфеффикон    | 52 110                   | 163,55      | Пфеффикон             | 12           |
| Устер        | 110 287                  | 112,35      | Устер                 | 10           |
| Винтертур    | 141 382                  | 251,25      | Винтертур             | 21           |
| Цюрих        | 343 157                  | 91,88       | Цюрих                 | 1            |
| Всего (12)   | 1 264 141                | 1664,99     | Цюрих                 | 171          |

### Кантон Берн
Кантон Берн разделяется на 26 амтских округов (фр. district):

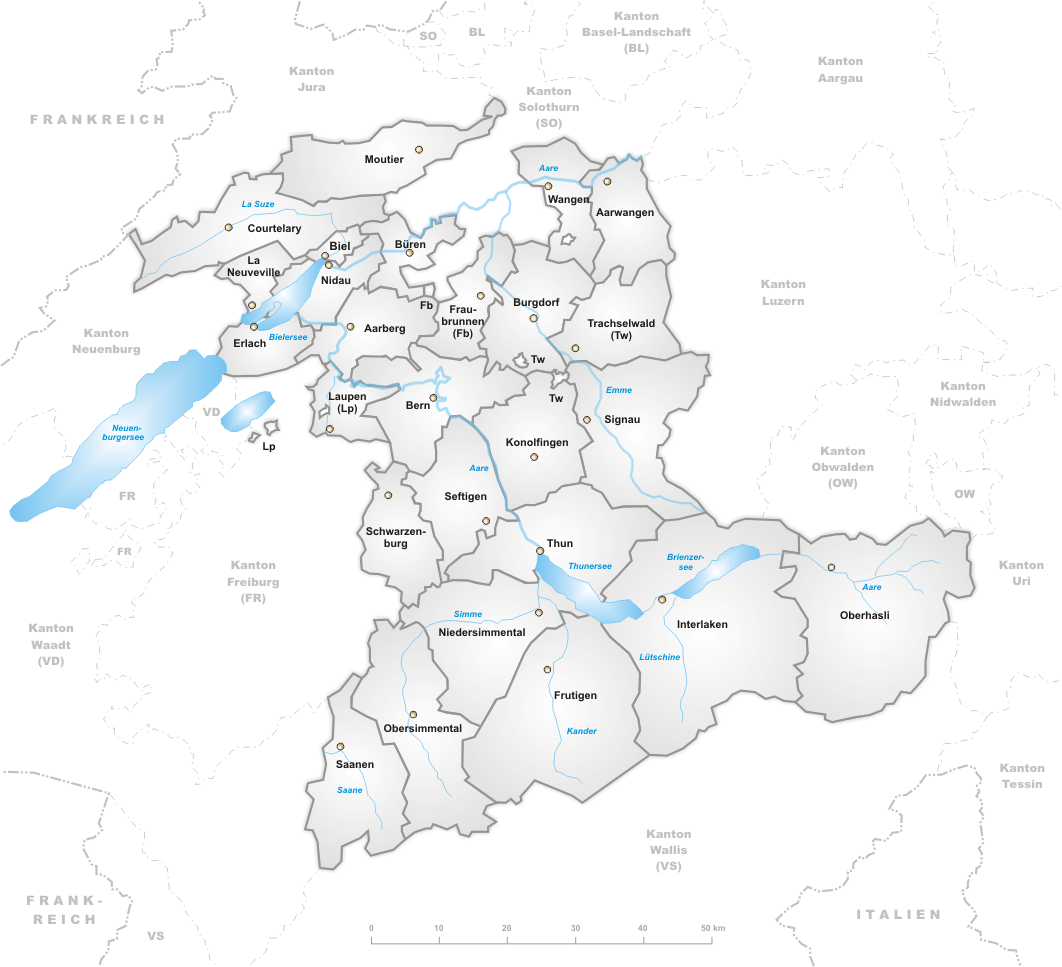
Округа кантона Берн

| Округ           | Население (декабрь 2005) | Площадь км² | Столица       | Число коммун |
| --------------- | ------------------------ | ----------- | ------------- | ------------ |
| Арберг          | 33 474                   | 152,7       | Арберг        | 12           |
| Арванген        | 41 186                   | 154,0       | Арванген      | 24           |
| Берн            | 237 241                  | 233,5       | Берн          | 13           |
| Биль            | 51 055                   | 25,3        | Биль          | 2            |
| Бюрен           | 22 042                   | 87,7        | Бюрен-на-Аре  | 14           |
| Бургдорф        | 45 430                   | 204,6       | Бургдорф      | 24           |
| Куртелари       | 22 298                   | 265,8       | Куртелари     | 18           |
| Эрлах           | 10 573                   | 84,7        | Эрлах         | 12           |
| Фраубруннен     | 38 070                   | 123,5       | Фраубруннен   | 27           |
| Фрутиген        | 18 861                   | 489,2       | Фрутиген      | 7            |
| Интерлакен      | 38 015                   | 680,5       | Интерлакен    | 23           |
| Конольфинген    | 56 709                   | 213,5       | Шлосвиль      | 30           |
| Лаупен          | 14 457                   | 87,9        | Лаупен        | 11           |
| Мутье           | 23 017                   | 216,1       | Мутье         | 26           |
| Ла-Нёввиль      | 6135                     | 59,0        | Ла-Нёввиль    | 5            |
| Нидау           | 40 408                   | 88,1        | Нидау         | 25           |
| Нидерзимменталь | 21 646                   | 305,5       | Виммис        | 9            |
| Оберхасли       | 8047                     | 551,0       | Майринген     | 6            |
| Оберзимменталь  | 8019                     | 334,1       | Цвайзиммен    | 4            |
| Занен           | 8560                     | 240,9       | Занен         | 3            |
| Шварценбург     | 10 111                   | 157,2       | Валерн        | 4            |
| Зефтиген        | 36 276                   | 189,4       | Зефтиген      | 26           |
| Зигнау          | 24 192                   | 320,1       | Зигнау        | 9            |
| Тун             | 91 126                   | 267,0       | Тун           | 26           |
| Траксельвальд   | 23 408                   | 191,3       | Траксельвальд | 10           |
| Ванген          | 26 688                   | 151,4       | Ванген-на-Аре | 25           |
| Всего (26)      | 957 044                  | 5874,0      | Берн          | 395          |

### Кантон Люцерн
Кантон Люцерн разделяется на 5 амтов:
| Амт       | Население (декабрь 2004) | Площадь км² | Столица  | Число коммун |
| --------- | ------------------------ | ----------- | -------- | ------------ |
| Энтлебух  | 18 525                   | 410,13      | Шюпфхайм | 9            |
| Хохдорф   | 62 173                   | 183,95      | Хохдорф  | 20           |
| Люцерн    | 162 485                  | 259,92      | Люцерн   | 19           |
| Зурзе     | 64 701                   | 302,04      | Зурзе    | 24           |
| Виллизау  | 46 778                   | 336,99      | Виллизау | 24           |
| Всего (5) | 354 662                  | 1493,03     | Люцерн   | 96           |

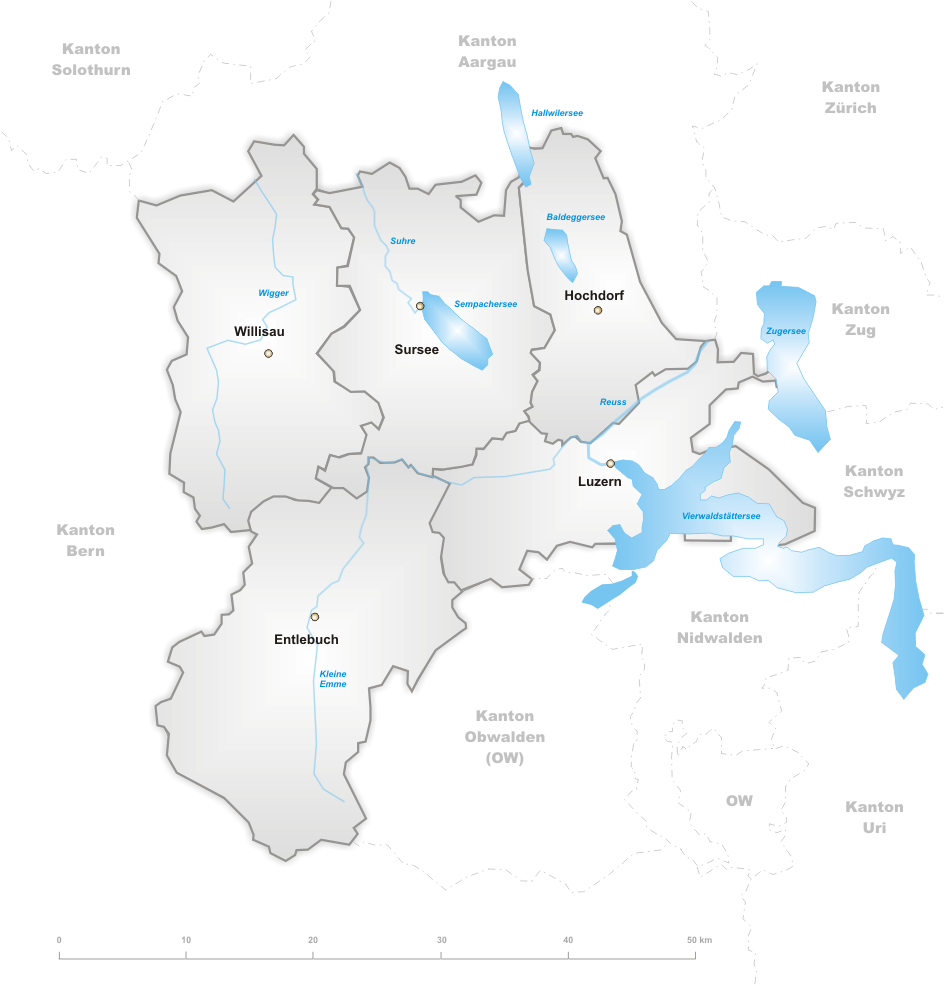
Амты Кантона Люцерн

В 2007 была одобрена новая конституция Кантона, где предусмотрена ликвидация амтов.

### Кантон Ури
Кантон Ури не имеет округов.

### Кантон Швиц
Кантон Швиц разделяется на 6 округов. При этом округа Айнзидельн, Кюснахт и Герзау состоят только из одноимённой коммуны:

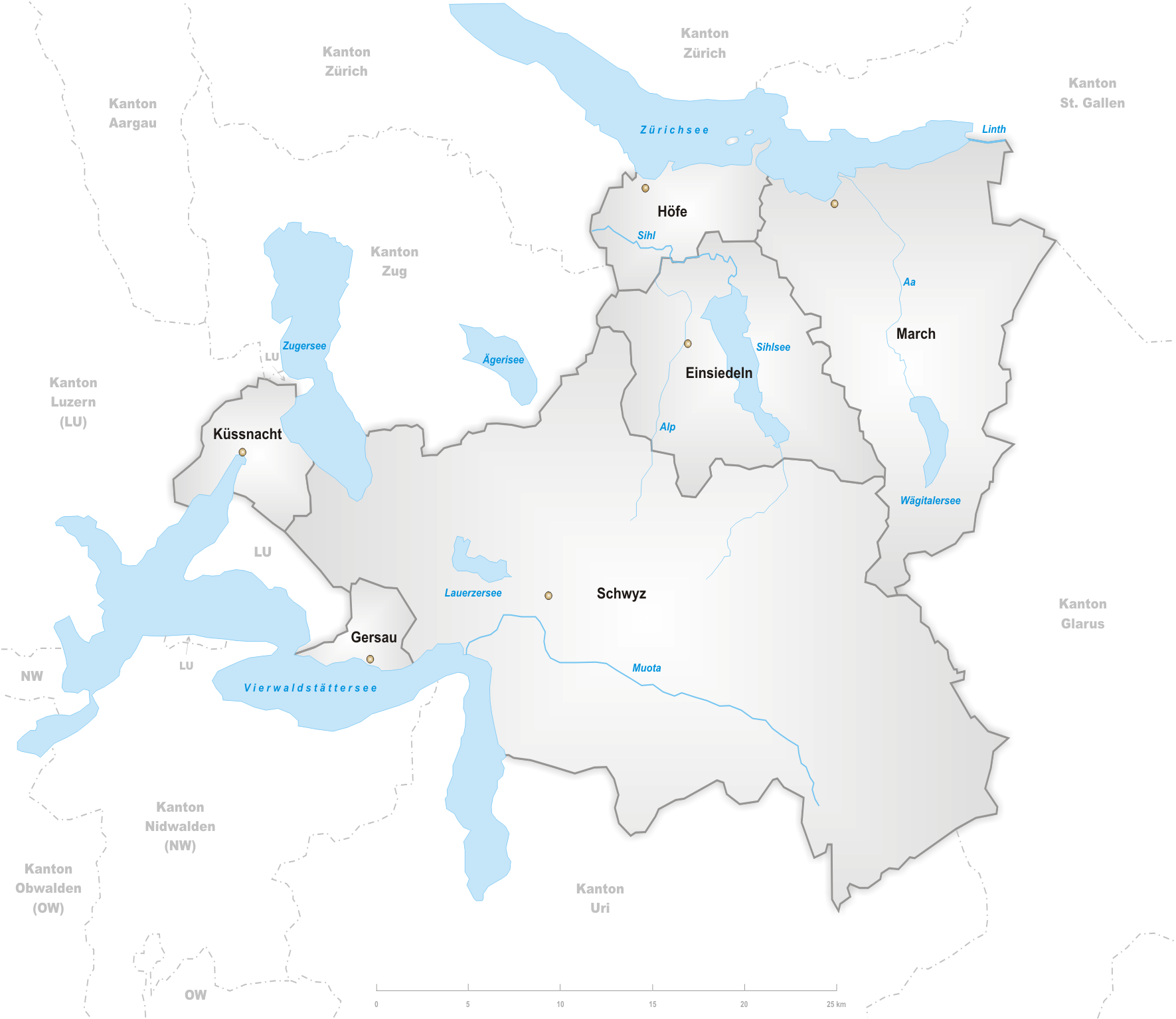
округа Кантона Швиц

| Округ      | Население (декабрь 2005) | Площадь км² | Столица         | Число коммун |
| ---------- | ------------------------ | ----------- | --------------- | ------------ |
| Айнзидельн | 13 542                   | 110,4       | Айнзидельн      | 1            |
| Герзау     | 1959                     | 23,7        | Герзау          | 1            |
| Хёфе       | 26 158                   | 44,4        | Воллерау        | 3            |
| Кюснахт    | 11 675                   | 36,2        | Кюснахт-ам-Риги | 1            |
| Марх       | 35 690                   | 191,4       | Лахен           | 9            |
| Швиц       | 49 669                   | 506,4       | Швиц            | 15           |
| Всего (6)  | 138 693                  | 912,5       | Швиц            | 30           |

### Кантон Обвальден
Кантон Обвальден не имеет округов.

### Кантон Нидвальден
Кантон Нидвальден не имеет округов.

### Кантон Гларус
Кантон Гларус не имеет округов.

### Кантон Цуг
Кантон Цуг не имеет округов.

### Кантон Фрибур
Кантон Фрибур разделяется на 7 округов:

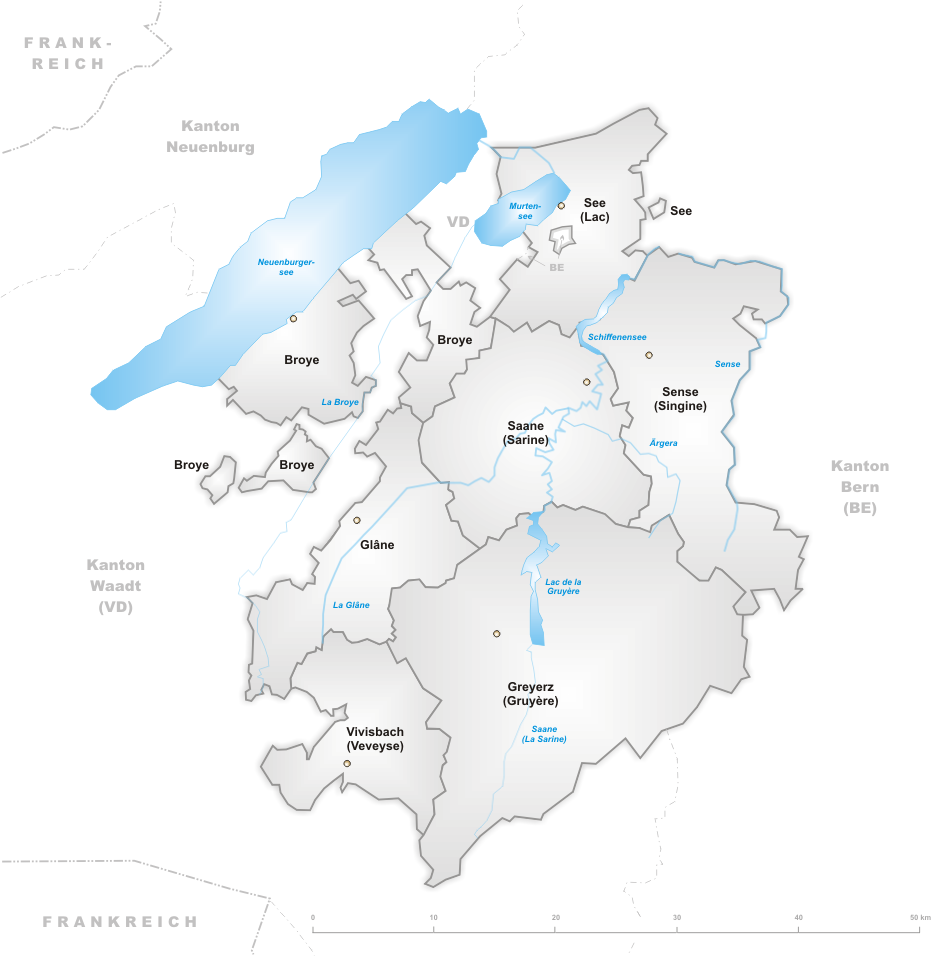
Округа Кантона Фрибур

| Округ     | Население (декабрь 2005) | Площадь км² | Столица         | Число коммун |
| --------- | ------------------------ | ----------- | --------------- | ------------ |
| Бруа      | 21 476                   | 152,89      | Эставайе-ле-Лак | 31           |
| Глан      | 18 882                   | 169,08      | Ромон           | 20           |
| Грюйер    | 41 514                   | 489,41      | Бюль            | 27           |
| Сарин     | 86 453                   | 217,60      | Фрибур          | 36           |
| Зе        | 30 406                   | 142,10      | Муртен          | 26           |
| Зензе     | 39 523                   | 265,30      | Таферс          | 19           |
| Вевез     | 14 057                   | 134,30      | Шатель-Сен-Дени | 9            |
| Всего (7) | 252 311                  | 1570,68     | Фрибур          | 168          |

### Кантон Золотурн
Кантон Золотурн разделяется на 10 округов, которые соединены в 5 «амтействах»:

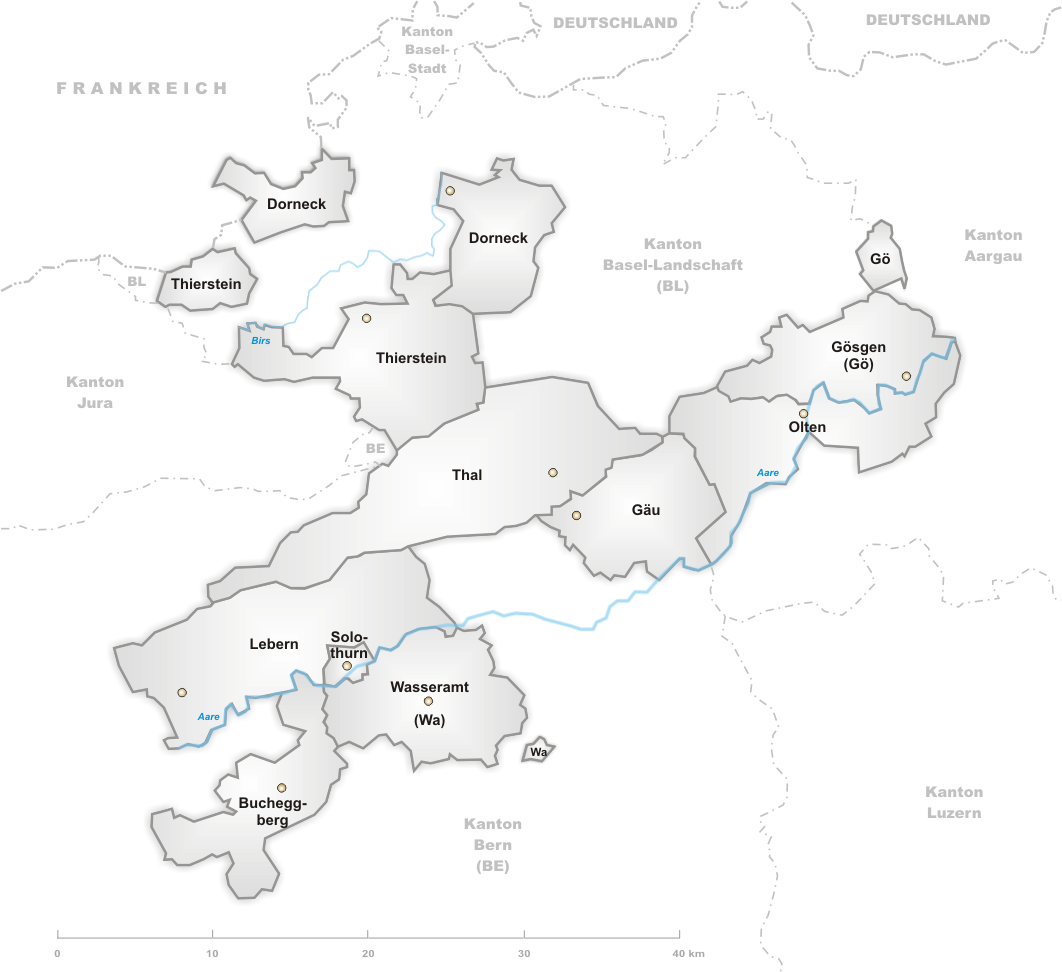
Округа кантона Золотурн

| Округ      | Население (декабрь 2005) | Площадь км² | Столица     | Число коммун | Амтейство           |
| ---------- | ------------------------ | ----------- | ----------- | ------------ | ------------------- |
| Бухегберг  | 7437                     | 62,86       | Мюледорф    | 21           | Бухегберг-Вассерамт |
| Дорнек     | 19 191                   | 74,63       | Дорнах      | 11           | Дорнек-Тирштайн     |
| Гой        | 17 148                   | 62,02       | Энзинген    | 8            | Таль-Гой            |
| Гёсген     | 22 568                   | 68,81       | Нидергёсген | 11           | Ольтен-Гёсген       |
| Леберн     | 42 651                   | 117,34      | Гренхен     | 16           | Золотурн-Леберн     |
| Ольтен     | 50 175                   | 80,60       | Ольтен      | 15           | Ольтен-Гёсген       |
| Золотурн   | 15 261                   | 6,29        | Золотурн    | 1            | Золотурн-Леберн     |
| Таль       | 14 391                   | 139,33      | Бальсталь   | 9            | Таль-Гой            |
| Тирштайн   | 13 835                   | 102,28      | Брайтенбах  | 12           | Дорнек-Тирштайн     |
| Вассерамт  | 47 957                   | 76,62       | Кригштеттен | 21           | Бухегберг-Вассерамт |
| Всего (10) | 250 614                  | 790,78      | Золотурн    | 125          |                     |

### Кантон Базель-Штадт
Кантон Базель-Штадт не имеет округов.
До 1889 года в Базель-Штадт существовало два округа: городской округ Базель и пригородный округ с тремя коммунами.

### Кантон Базель-Ланд
Кантон Базель-Ланд разделяется на 5 округов:

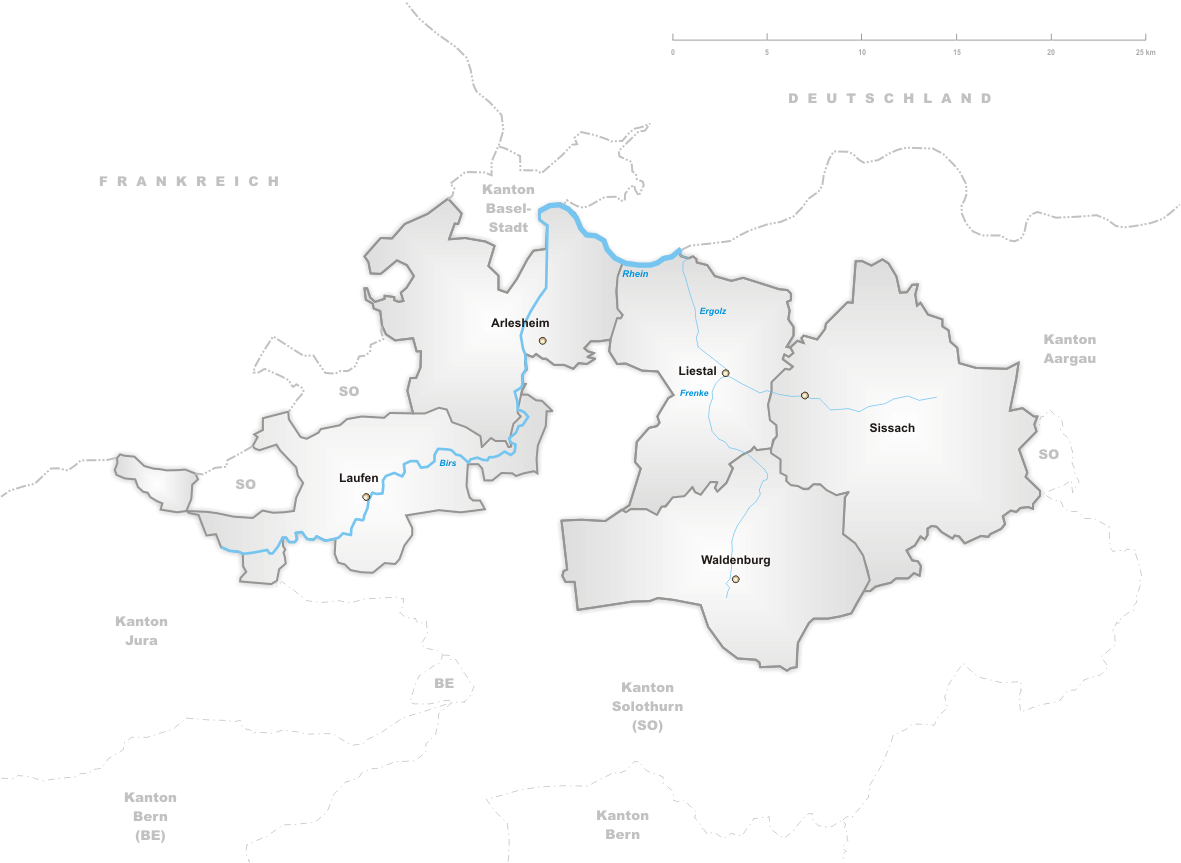
Округа кантона Базель-Ланд

| Округ       | Население (декабрь 2005) | Площадь км² | Столица     | Число коммун |
| ----------- | ------------------------ | ----------- | ----------- | ------------ |
| Арлесхайм   | 145 854                  | 96,24       | Арлесхайм   | 15           |
| Лауфен      | 18 276                   | 89,55       | Лауфен      | 13           |
| Листаль     | 56 188                   | 85,83       | Листаль     | 14           |
| Зиссах      | 32 497                   | 138,29      | Зиссах      | 29           |
| Вальденбург | 15 567                   | 104,93      | Вальденбург | 15           |
| Всего (5)   | 268 382                  | 514,84      | Листаль     | 86           |

### Кантон Шаффхаузен
Кантон Шаффхаузен с 1999 года не имеет округов.

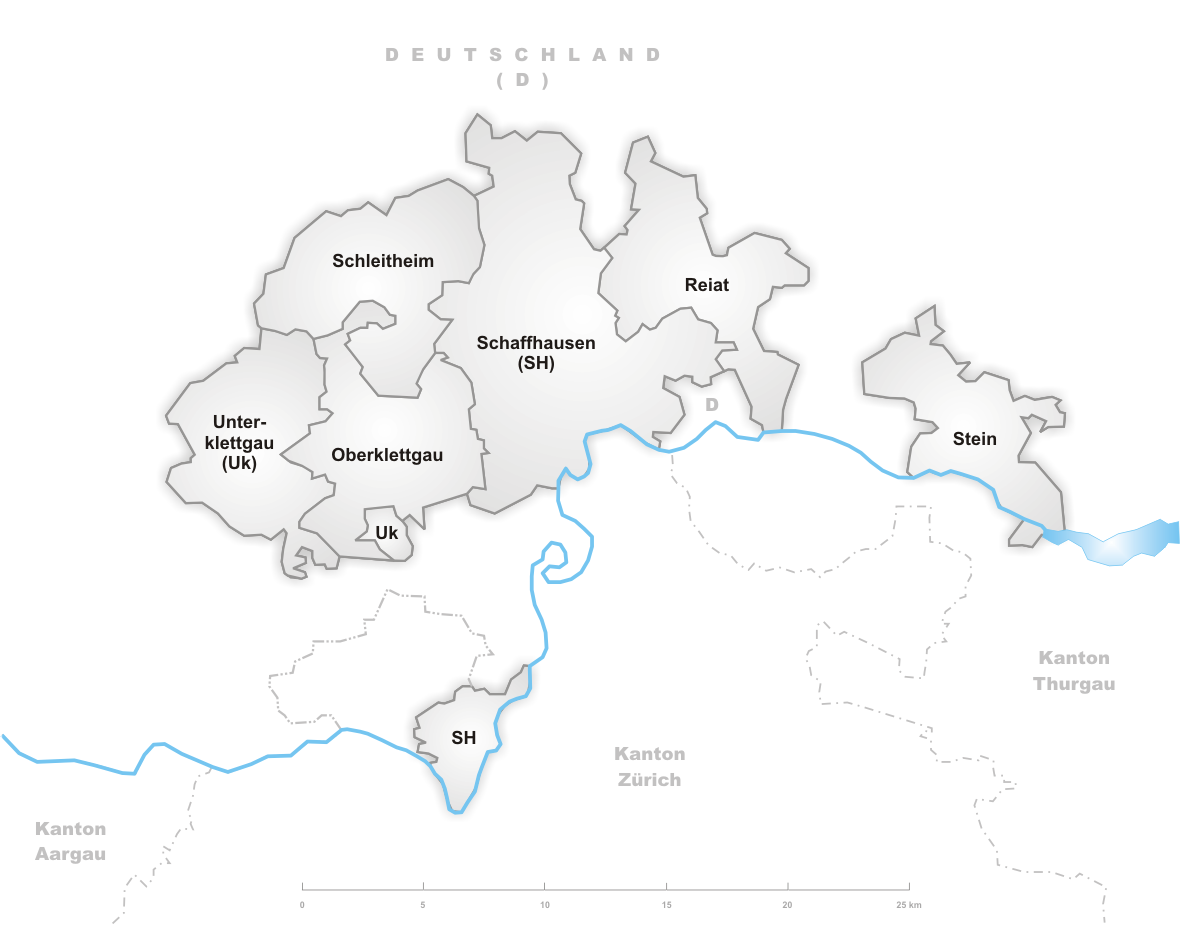
округа кантона Шаффхаузен до 1999 года

### Кантон Аппенцелль-Аусерроден
Кантон Аппенцелль-Аусерроден с 1994 года не имеет округов.

### Кантон Аппенцелль-Иннерроден
В кантоне Аппенцелль-Иннерроден округа — низшая административная единица. Они соответствуют политическим коммунам в других кантонах.
Кантон состоит из 6 округов:
| Округ       | Население (декабрь 2004) | Площадь км² | Число коммун |
| ----------- | ------------------------ | ----------- | ------------ |
| Аппенцелль  | 5618                     | 16,9        | 1            |
| Гонтен      | 1415                     | 24,7        | 1            |
| Оберегг     | 1866                     | 14,7        | 1            |
| Рюте        | 3065                     | 40,9        | 1            |
| Шлат-Хаслен | 1135                     | 17,9        | 1            |
| Швенде      | 2072                     | 57,5        | 1            |
| Всего (6)   | 15 171                   | 172,6       | 6            |

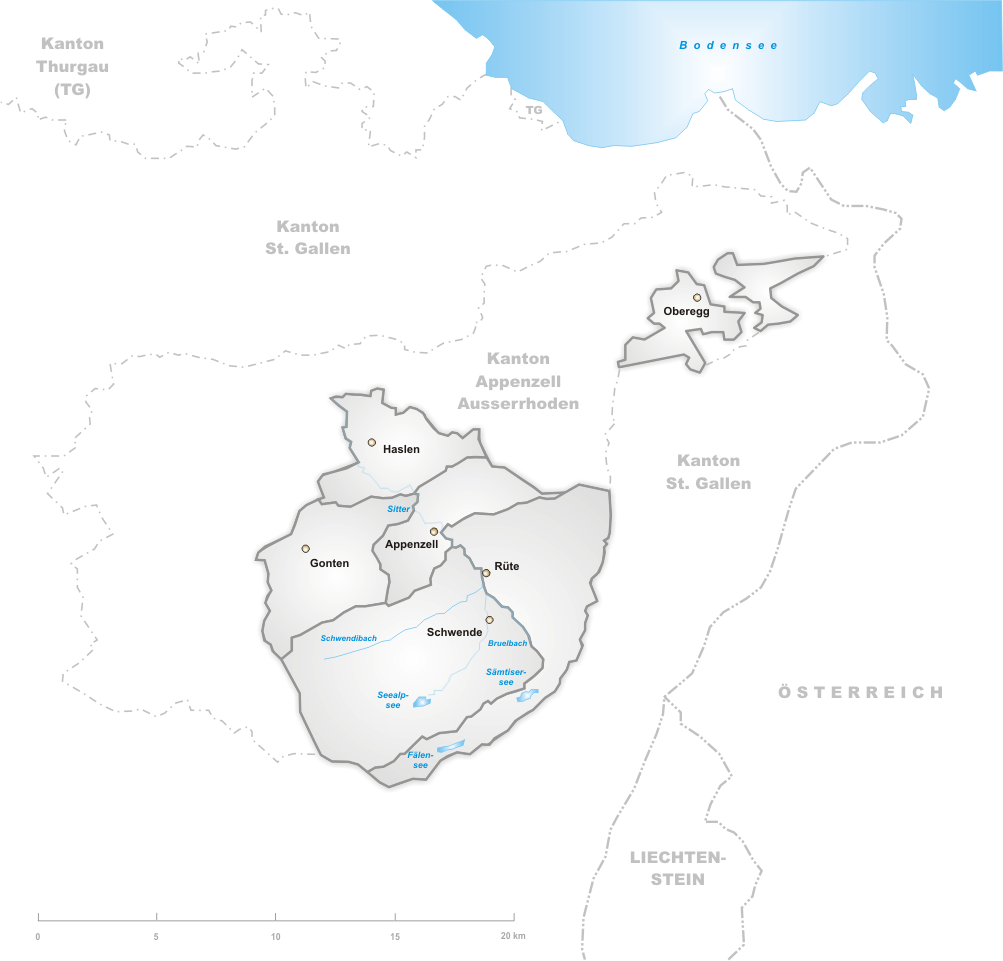
Округа кантона Аппенцелль-Иннерроден

Оберег считается внешней частью кантона, все остальные округа вместе — внутренней частью кантона.

### Кантон Санкт-Галлен
Избирательные округа кантона Санкт-Галлен:

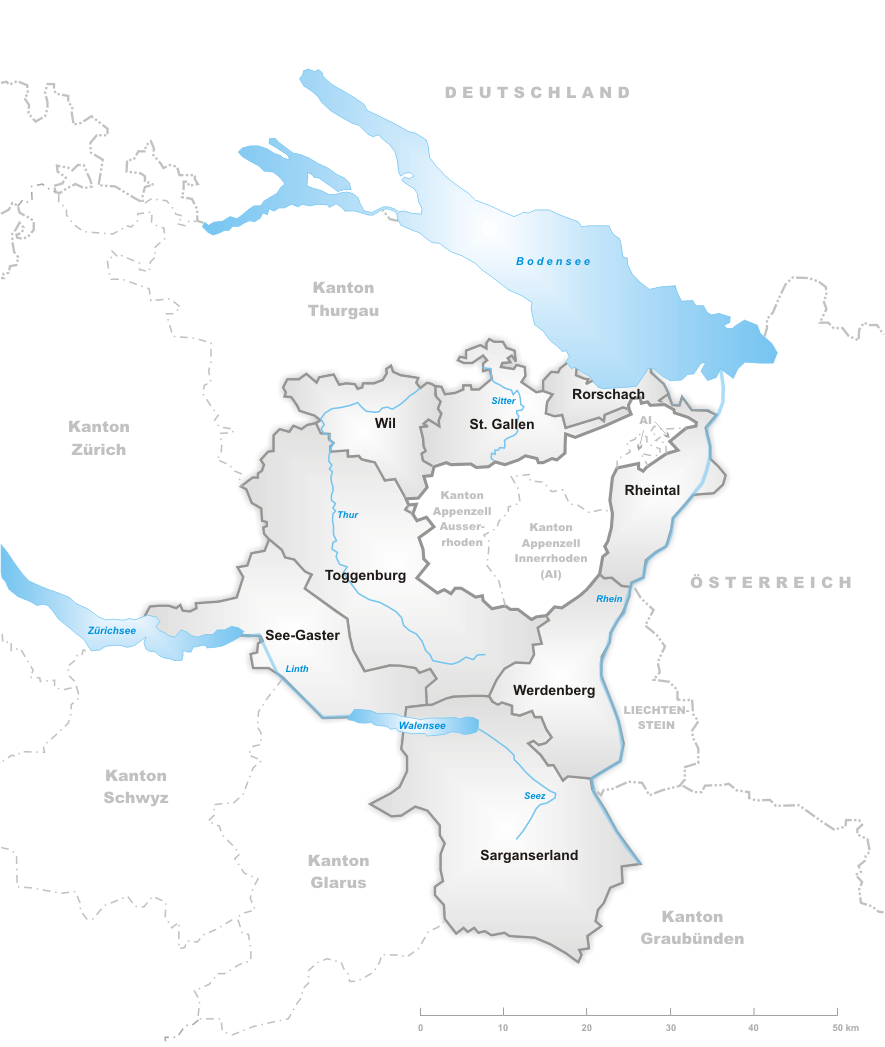
Избирательные округа кантона Санкт-Галлен

| Избирательный округ | Население (декабрь 2005) | Площадь км² | Число коммун |
| ------------------- | ------------------------ | ----------- | ------------ |
| Рейнталь            | 62 523                   | 138,37      | 13           |
| Роршах              | 39 395                   | 50,37       | 9            |
| Зарганзерланд       | 35 553                   | 517,92      | 8            |
| Зее-Гастер          | 58 492                   | 246,16      | 14           |
| Санкт-Галлен        | 113 019                  | 145,54      | 9            |
| Тоггенбург          | 45 381                   | 488,75      | 18           |
| Верденберг          | 33 414                   | 206,48      | 6            |
| Виль                | 67 416                   | 145,29      | 11           |
| Всего (8)           | 455 193                  | 1938.88     | 88           |

### Кантон Граубюнден
Кантон Граубюнден разделяется на 11 округов. Округа состоят из 39 районов:
| Округ                        | Население (декабрь 2005) | Площадь км² | Число коммун | районы                                             |
| ---------------------------- | ------------------------ | ----------- | ------------ | -------------------------------------------------- |
| Альбула                      | 8678                     | 722,74      | 23           | Альвашайн, Бельфорт, Бергюн, Зурзес                |
| Бернина                      | 4685                     | 237,30      | 2            | Брусио, Поскьяво                                   |
| Виамала                      | 12 455                   | 617,63      | 37           | Аверс, Домлешг, Райнвальд, Шамс, Тузис             |
| Имбоден                      | 17 669                   | 203,81      | 7            | Тринс, Рецюнс                                      |
| Энджадина-Басса/Валь-Мюштайр | 9336                     | 1196,56     | 18           | Рамош, Верхняя Тасна, Нижняя Тасна, Валь-Мюстаир   |
| Ландкварт                    | 22 739                   | 193,23      | 10           | Майенфельд, Фюнф-Дёрфер                            |
| Малоя                        | 17 933                   | 973,61      | 16           | Бергелль, Оберэнгадин                              |
| Моэза                        | 7679                     | 496,03      | 17           | Каланка, Мизокс, Рофередо                          |
| Плессур                      | 38 820                   | 266,75      | 15           | Кур, Курвальден, Шанфигг                           |
| Преттигау-Давос              | 25 539                   | 823,82      | 15           | Давос, Енац, Клостерс, Кюблис, Луцайн, Ширс, Зевис |
| Сурсельва                    | 22 298                   | 1373,54     | 43           | Дисентис, Иланц, Лумнеция-Лугнец, Руйс, Зафин      |
| Всего (11)                   | 187 831                  | 7105,02     | 203          |                                                    |

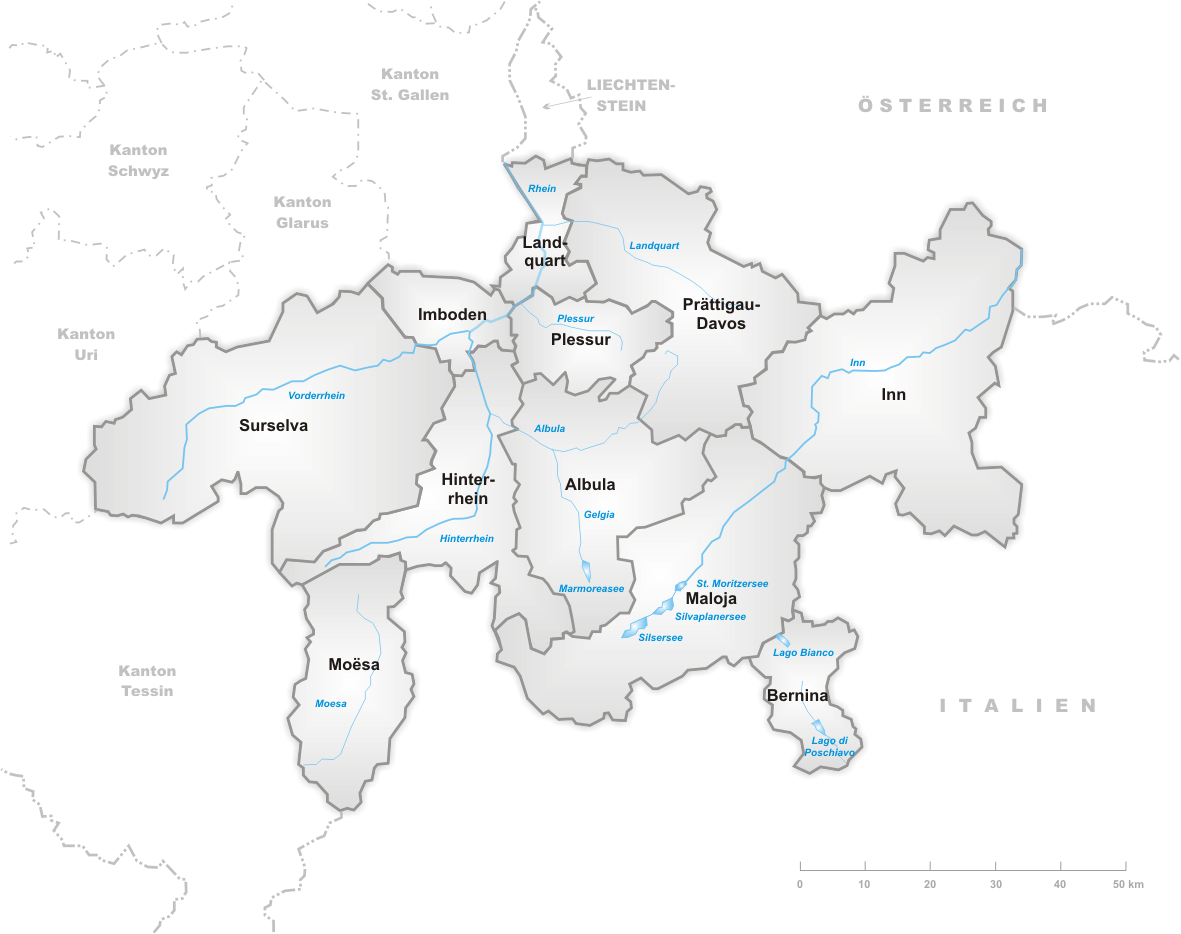
Округа кантона Граубюнден

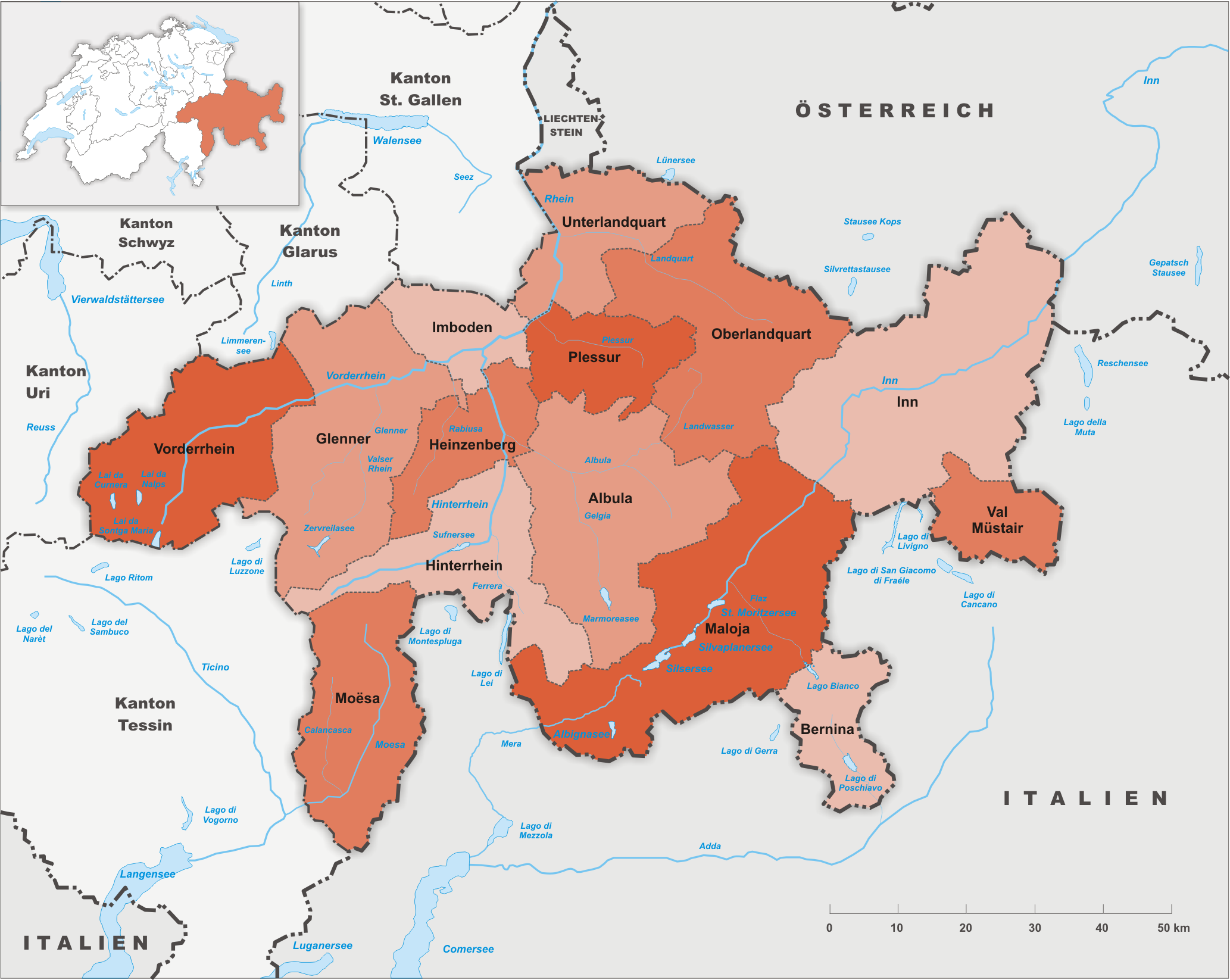
Округа кантона Граубюнден до 2000 года

1 января 2001 объединились округа Гленнер и Фордеррайн, район Зафин округа Хайнценберг присоединился к округу Сурсельва, остальные два района округа Хайнценберг вошли в округ Хинтеррайн, округ Валь-Мюстаир стал частью округа Инн.

### Кантон Аргау
Кантон Аргау разделяется на 11 округов:

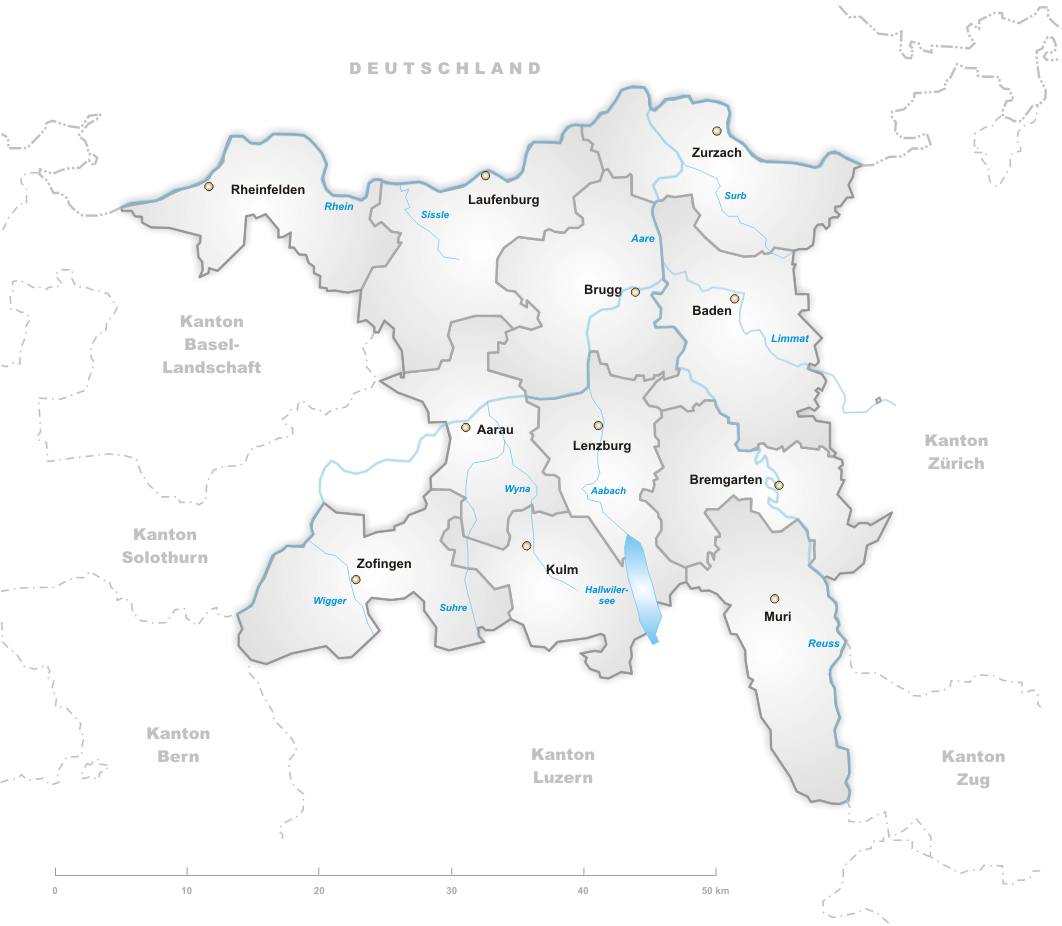
Округа кантона Аргау

| Округ       | Население (декабрь 2007) | Площадь км² | Столица     | Число коммун |
| ----------- | ------------------------ | ----------- | ----------- | ------------ |
| Арау        | 67 616                   | 104,47      | Арау        | 13           |
| Баден-Аргау | 125 691                  | 153,07      | Баден       | 26           |
| Бремгартен  | 66 410                   | 117,46      | Бремгартен  | 24           |
| Бругг       | 45 885                   | 149,31      | Бругг       | 31           |
| Кульм       | 37 063                   | 101,35      | Унтеркульм  | 17           |
| Лауфенбург  | 28 254                   | 152,57      | Лауфенбург  | 23           |
| Ленцбург    | 50 293                   | 102,71      | Ленцбург    | 20           |
| Мури        | 30 538                   | 138,96      | Мури        | 20           |
| Райнфельден | 41 487                   | 112,09      | Райнфельден | 14           |
| Цофинген    | 62 135                   | 142,01      | Цофинген    | 18           |
| Цурцах      | 31 420                   | 129,99      | Бад-Цурцах  | 23           |
| Всего (11)  | 586 792                  | 1403,99     | Арау        | 229          |

### Кантон Тургау
Кантон Тургау разделяется на 8 округов:

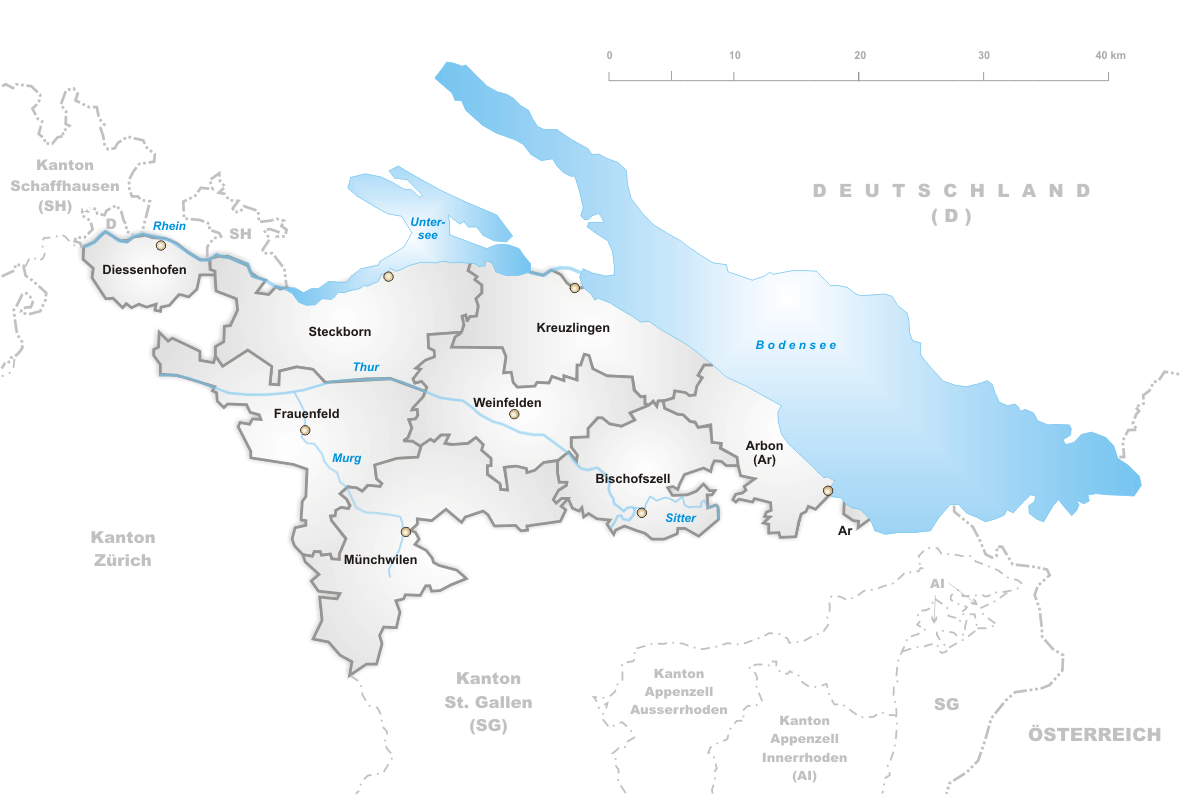
Округа кантона Тургау

| Округ       | Население (декабрь 2007) | Площадь км² | Столица     | Число коммун |
| ----------- | ------------------------ | ----------- | ----------- | ------------ |
| Арбон       | 38 021                   | 69,7        | Арбон       | 11           |
| Бишофсцелль | 31 080                   | 95,7        | Бишофсцелль | 8            |
| Дисенхофен  | 6413                     | 41,2        | Дисенхофен  | 3            |
| Фрауэнфельд | 44 282                   | 139,4       | Фрауэнфельд | 11           |
| Кройцлинген | 38 120                   | 118,4       | Кройцлинген | 12           |
| Мюнхвилен   | 36 703                   | 155,4       | Мюнхвилен   | 15           |
| Штекборн    | 17 846                   | 132,9       | Штекборн    | 12           |
| Вайнфельден | 25 049                   | 113,1       | Вайнфельден | 8            |
| Всего (8)   | 233 912                  | 865,8       | Фрауэнфельд | 80           |

### Кантон Тичино
Кантон Тичино (Repubblica e Cantone Ticino) состоит из 8 округов (distretti), которые состоят из 38 районов (circoli):

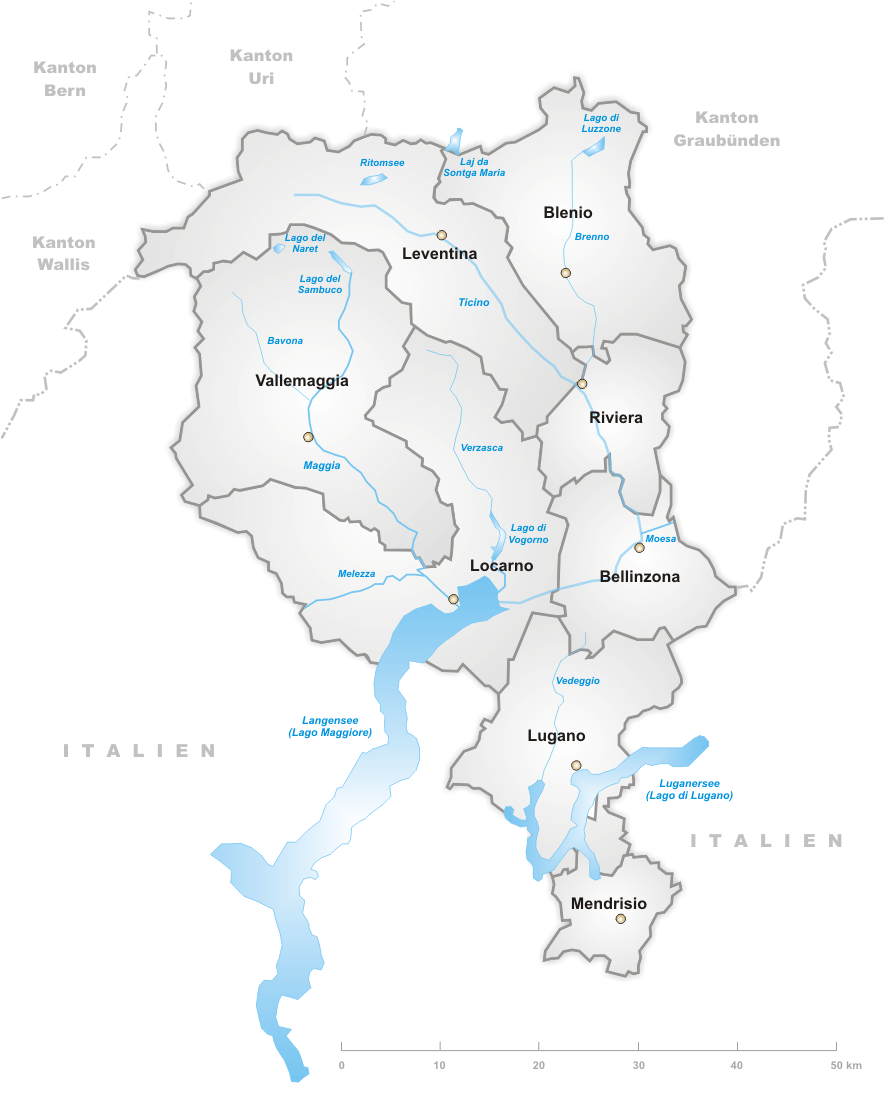
Округа кантона Тичино

| Округ      | Население (декабрь 2009) | Площадь км² | Столица    | Число коммун | районы                                                                                     |
| ---------- | ------------------------ | ----------- | ---------- | ------------ | ------------------------------------------------------------------------------------------ |
| Беллинцона | 48 406                   | 211,88      | Беллинцона | 18           | Беллинцона, Тичино, Джубьяско                                                              |
| Бленио     | 5 682                    | 360,74      | Аккуаросса | 5            | Мальвалья, Аккуаросса, Оливоне                                                             |
| Левентина  | 9 834                    | 479,57      | Файдо      | 18           | Джорнико, Файдо, Квинто, Айроло                                                            |
| Локарно    | 62 199                   | 591,67      | Локарно    | 40           | Локарно, Изоле, Онсерноне, Гамбароньо, Мелецца, Навенья, Верцаска                          |
| Лугано     | 142 477                  | 331,8       | Лугано     | 70           | Лугано, Черезио, Карона, Мальязина, Аньо, Сесса, Сонвико, Вециа, Брено, Капрьяска, Таверне |
| Мендризио  | 48 851                   | 100,89      | Мендризио  | 24           | Мендризио, Балерна, Канеджо, Стабио, Рива-Сан-Витале                                       |
| Ривьера    | 12 400                   | 166,49      | Бьяска     | 6            | Ривьера                                                                                    |
| Валлемаджа | 5 871                    | 569,42      | Чевио      | 9            | Рована, Маджа, Лавидзара                                                                   |
| Всего (8)  | 335 720                  | 2 812,46    | Беллинцона | 190          |                                                                                            |

### Кантон Во
1 сентября 2006 в кантоне Во вступил в силу закон о территориальном разделении от 30 мая 2006 «Loi sur le découpage territorial (LDecTer) du 30 mai 2006».
С 1 января 2008 районы упразднены, число округов уменьшилось до 10:

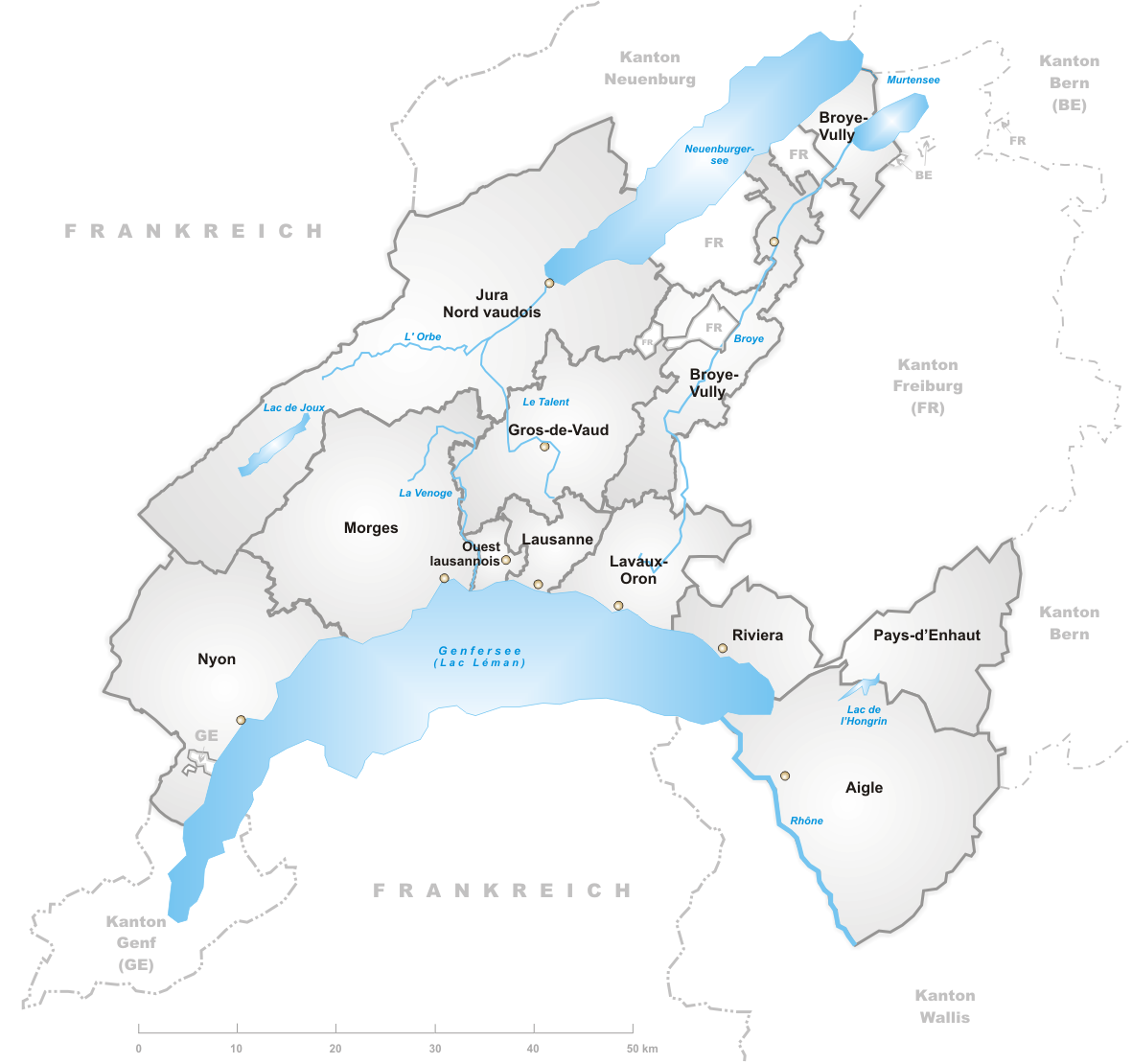
Округа кантона Во с 2008 года

| Округ             | Население (декабрь 2005) | Площадь, км² | Столица        | Число коммун |
| ----------------- | ------------------------ | ------------ | -------------- | ------------ |
| Эгль              | 36 217                   | 434,85       | Эгль           | 15           |
| Бруа-Вюлли        | 32 884                   | 264,98       | Пайерн         | 52           |
| Гро-де-Во         | 33 677                   | 230,83       | Эшаллан        | 54           |
| Юра-Нор-Водуа     | 74 549                   | 702,59       | Ивердон-ле-Бен | 83           |
| Лозанна           | 137 769                  | 65,15        | Лозанна        | 6            |
| Лаво-Орон         | 52 987                   | 134,57       | Кюлли          | 32           |
| Морж              | 67 404                   | 372,96       | Морж           | 66           |
| Ньон              | 77 985                   | 307,34       | Ньон           | 47           |
| Уэст-Лозаннуа     | 62 972                   | 26,32        | Ренан          | 8            |
| Ривьера-Пеи-д’Ано | 74 347                   | 282,88       | Веве           | 13           |
| Всего (10)        | 650 791                  | 2822,47      | Лозанна        | 376          |

### Кантон Вале
Кантон Вале разделяется на 14 округов:

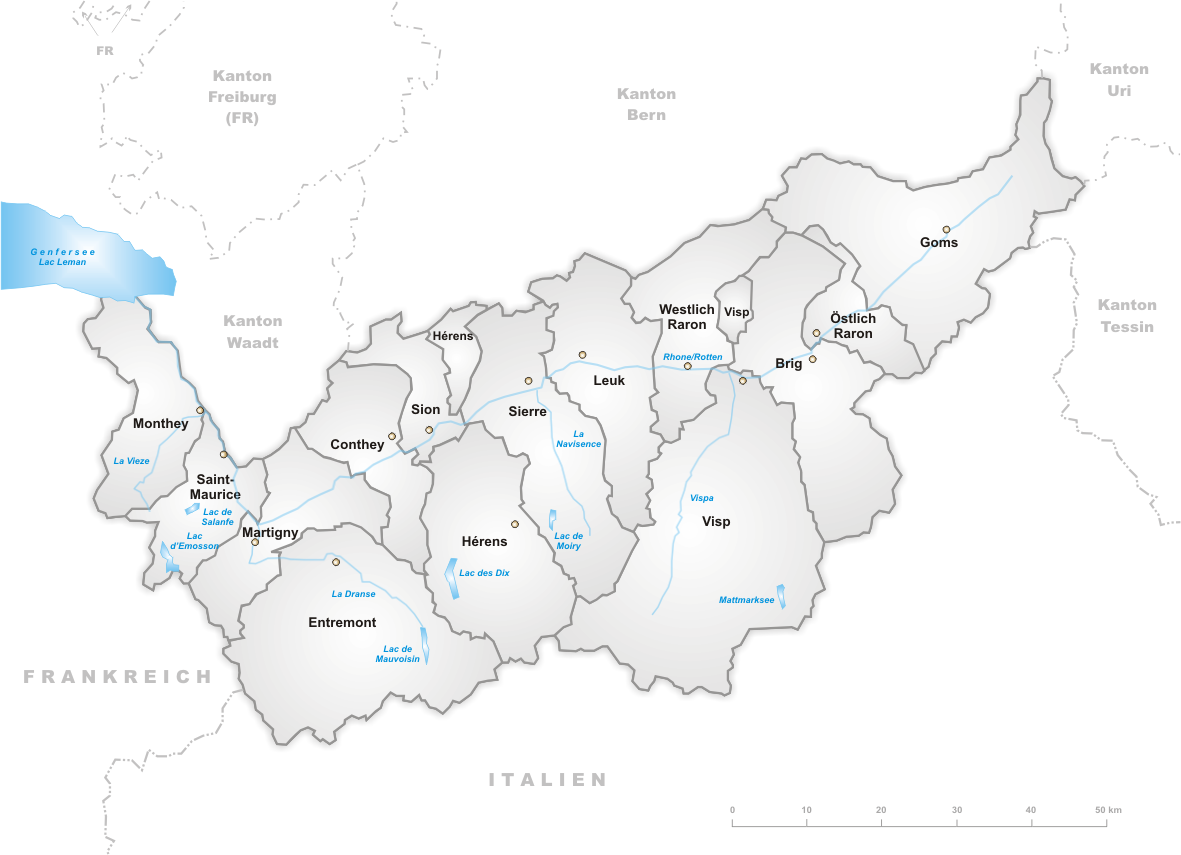
Округа кантона Вале

| Округ         | Население (декабрь 2005) | Площадь км² | Столица   | Число коммун |
| ------------- | ------------------------ | ----------- | --------- | ------------ |
| Бриг          | 23 984                   | 434,5       | Бриг-Глис | 9            |
| Конте         | 21 841                   | 234,2       | Конте     | 5            |
| Антремон      | 12 990                   | 633,2       | Самбранше | 6            |
| Гомс          | 4761                     | 588,3       | Мюнстер   | 14           |
| Эран          | 9919                     | 443,5       | Эволен    | 9            |
| Лойк          | 12 121                   | 335,9       | Лойк      | 15           |
| Мартиньи      | 36 627                   | 263,5       | Мартиньи  | 11           |
| Монте         | 37 505                   | 255,1       | Монте     | 9            |
| Эстлих-Рарон  | 3046                     | 127,2       | Мёрель    | 8            |
| Сен-Морис     | 11 252                   | 185,6       | Сен-Морис | 10           |
| Сьер          | 43 120                   | 397,0       | Сьер      | 20           |
| Сьон          | 39 367                   | 125,6       | Сьон      | 6            |
| Висп          | 27 200                   | 863,8       | Висп      | 19           |
| Вестлих-Рарон | 7842                     | 266,3       | Рарон     | 12           |
| Всего (14)    | 291 575                  | 5153,7      | Сьон      | 153          |

### Кантон Невшатель
Кантон Невшатель разделяется на 6 дистриктов, которые относятся к четырём регионам:

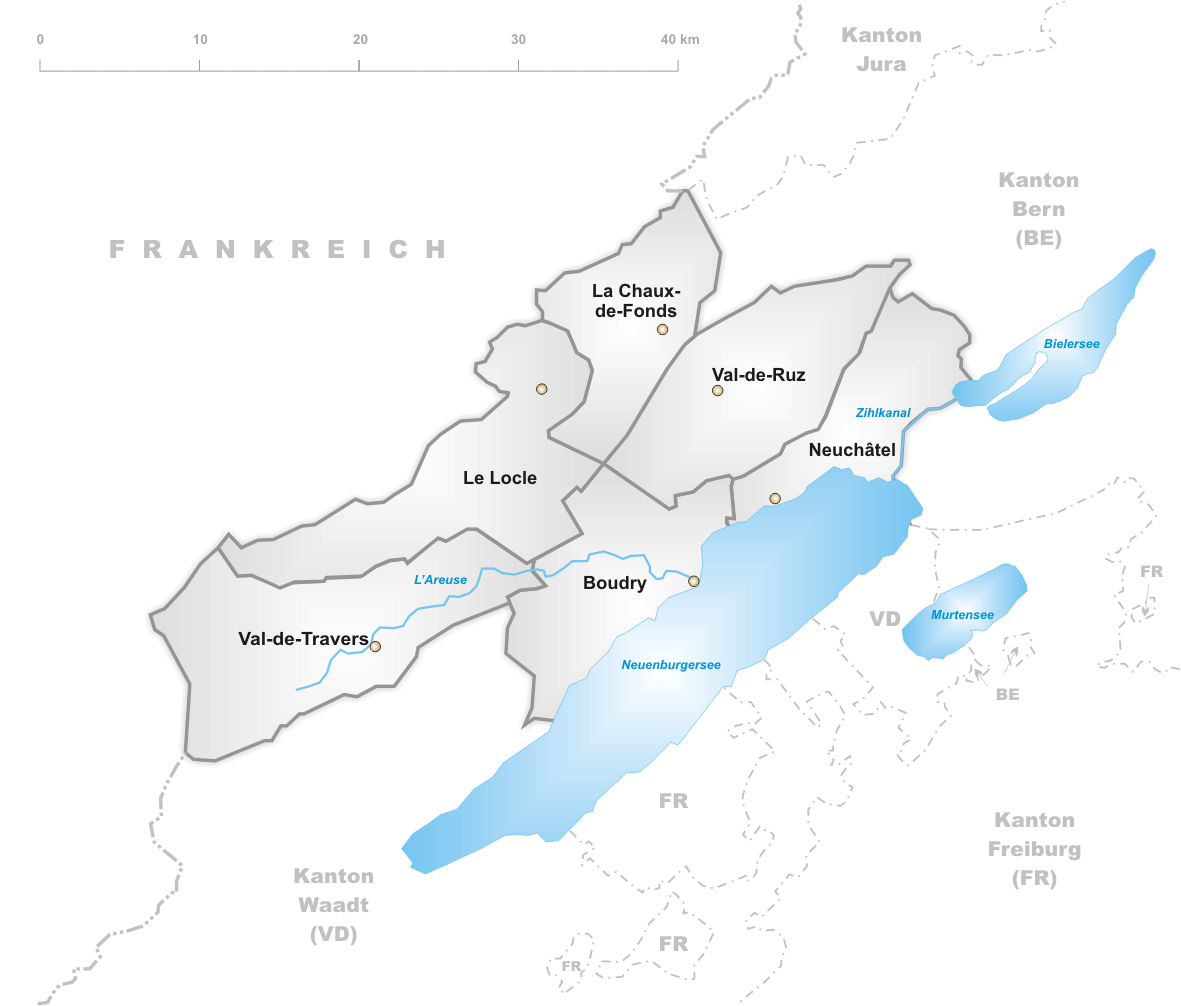
Округа́ кантона Невшатель

| Дистрикт       | Население (декабрь 2007) | Площадь км² | Столица      | Число коммун | регион             |
| -------------- | ------------------------ | ----------- | ------------ | ------------ | ------------------ |
| Будри          | 37 939                   | 105,58      | Будри        | 15           | Ле-Литтораль       |
| Ла-Шо-де-Фон   | 38 218                   | 92,94       | Ла-Шо-де-Фон | 3            | Монтань-Нёшателуаз |
| Ле-Локль       | 14 345                   | 137,85      | Ле-Локль     | 7            | Монтань-Нёшателуаз |
| Невшатель      | 51 689                   | 80,02       | Невшатель    | 10           | Ле-Литтораль       |
| Валь-де-Рюз    | 15 475                   | 128,02      | Сернье       | 16           | Валь-де-Рюз        |
| Валь-де-Травер | 11 974                   | 166,47      | Мотье        | 11           | Валь-де-Травер     |
| Всего (6)      | 169 640                  | 710,88      | Невшатель    | 62           |                    |

### Кантон Женева
Кантон Женева не имеет округов.

### Кантон Юра
Кантон Юра разделяется на 3 округа (дистрикта):

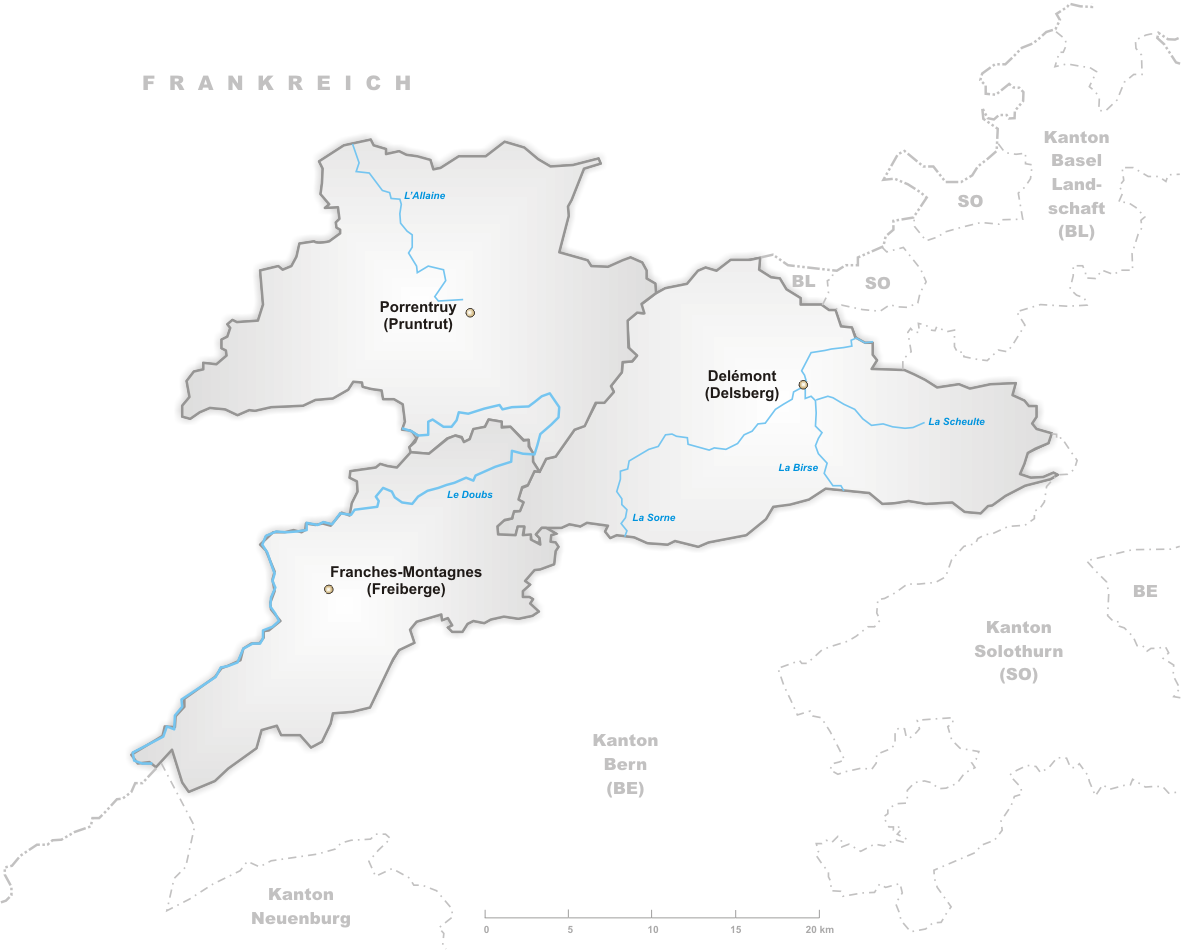
Дистрикты кантона Юра

| Дистрикт      | Население (декабрь 2005) | Площадь км² | Столица    | Число коммун |
| ------------- | ------------------------ | ----------- | ---------- | ------------ |
| Делемон       | 35 175                   | 303,10      | Делемон    | 28           |
| Франш-Монтань | 9865                     | 218,17      | Сеньлежье  | 19           |
| Поррантрюи    | 24 012                   | 317,28      | Поррантрюи | 36           |
| Всего (3)     | 69 052                   | 838,55      | Делемон    | 83           |